# Melkiten
Mit dem Ausdruck Melkiten (auch Melchiten) und das davon abgeleitete Adjektiv melkitisch (melchitisch) werden verschiedene aus dem Nahen Osten stammende Kirchen bzw. ihre Mitglieder bezeichnet. Der Ursprung des Wortes liegt im syrisch-aramäischen malka (ܡܠܟܝܐ), „König“. Im Arabischen gibt es das Adjektiv ملكي / malakī, „königlich“, im weiteren Sinne auch „staatlich“ oder „kaiserlich“, von dem sich die europäische Bezeichnung Melkit unmittelbar herzuleiten scheint. Der Begriff wurde nach dem Konzil von Chalcedon im Jahre 451 von den anderen orientalischen Kirchen als pejorative Bezeichnung für jene verwendet, die vom byzantinischen Kaiser unterstützt wurden. Man weiß heute nicht mehr, wann die Melkiten begannen, ihn auf sich selbst anzuwenden. 
Die Melkiten waren im Allgemeinen griechischsprachige Stadtbürger, die im Westen der Levante und in Ägypten lebten, während die nicht-chalcedonischen Syrisch-Orthodoxen und Kopten eher auf dem Land wohnten. Die melkitische Kirche war in drei historische Patriarchate aufgeteilt: Alexandrien, Antiochien und Jerusalem, jeweils unter dem Patriarchen von Konstantinopel. Die Nicht-Chalcedonianer richteten ihre Patriarchate in Alexandria (Koptische Kirche) und Antiochien (Syrisch-Orthodoxe Kirche) ein. Das nubische Königreich von Makuria (heute im Sudan liegend) praktizierte im Gegensatz zu den nicht-chalcedonischen Nachbarn den melkitischen Glauben von 575 bis 1300 (siehe dazu Liste der Bischöfe von Faras).
Ab 1342 kamen römisch-katholische Priester nach Damaskus und anderen Gebieten des Orients. Sie begannen zu missionieren und einige orthodoxe Priester konvertierten heimlich. Zu der Zeit war die Natur des morgenländischen Schismas undefiniert. Die meisten Konvertiten behielten den byzantinischen Ritus bei und blieben in ihrer Kirche als pro-römisch-katholische Gruppe. Im Jahr 1724 wurde Kyrillos VI. Tanas, ein pro-katholischer Bischof, zum Patriarchen von Antiochien gewählt. Der Patriarch von Konstantinopel, Jeremais III., betrachtete diese Wahl als katholischen „Übernahmeversuch“ und nominierte den griechischen Mönch Sylvester anstatt Kyrillos zum Patriarchen.
Der neugewählte Papst Benedikt XIII. erkannte Kyrillos’ Anspruch auf das Patriarchat an und begrüßte ihn und die Gläubigen in der Einheit mit Rom. Von dem Zeitpunkt an spaltete sich die melkitische Kirche in einen orthodoxen und in einen katholischen Teil, der jeweils von Konstantinopel bzw. Rom anerkannt wurde. Der katholische Teil behielt die Bezeichnung Melkit. Im heutigen Sprachgebrauch wird der Begriff Melkiten fast ausschließlich für die griechisch-katholischen Gläubigen verwendet.